# Condado de Chickasaw (Misisipi)
El condado de Chickasaw (en inglés: Chickasaw County), fundado en 1836, es un condado del estado estadounidense de Misisipi. En el año 2000 tenía una población de 19.440 habitantes con una densidad poblacional de 15 personas por km². Las sedes del condado son Houston y Okolona.

## Geografía
Según la Oficina del Censo, el condado tiene un área total de 1305 km² (503,9 mi²), de la cual 1300 km² (501,9 mi²) es tierra y 5 km² (1,9 mi²) es agua.

## Demografía
En el 2000 la renta per cápita promedia del condado era de $32 123, y el ingreso promedio para una familia era de $38 248. El ingreso per cápita para el condado era de $16 514. En 2000 los hombres tenían un ingreso per cápita de $31 791 versus $20 640 para las mujeres. Alrededor del 21,30% de la población estaba bajo el umbral de pobreza nacional.

## Condados adyacentes
- Condado de Pontotoc (norte)
- Condado de Lee (noreste)
- Condado de Monroe (este)
- Condado de Clay (sureste)
- Condado de Wesbter (suroeste)
- Condado de Calhoun (oeste)

## Localidades
Ciudades
- Houston
- Okolona

Pueblos
- New HoNew Houlka

Villas
- Woodland

Comunidades incorporadas
- Buena Vista
- Egypt
- McCondy
- Pyland
- Sparta
- Thorn
- Trebloc
- Van Vleet

## Mayores autopistas
- U.S. Highway 45
- Carretera 8
- Carretera 15
- Carretera 32
- Carretera 41
- Carretera 47